# Angeac-Champagne
Angeac-Champagne é uma comuna francesa na região administrativa da Nova Aquitânia, no departamento de Charente. Estende-se por uma área de 14,27 km². Em 2010 a comuna tinha 516 habitantes (densidade: 36,2 hab./km²).